# ناحیه گودار، میشیگان
ناحیه گودار (به انگلیسی: Goodar Township) یک منطقهٔ مسکونی در ایالات متحده آمریکا است که در شهرستان اوگماو واقع شده‌است.
 ناحیه گودار  ۳۹۸ نفر جمعیت دارد و ۲۸۷ متر بالاتر از سطح دریا واقع شده‌است.